# マイケル・ドーソン
マイケル・ドーソン（Michael Dawson, 1983年11月18日 - ）は、イングランド出身の元サッカー選手。ポジションはディフェンダー（センターバック）。

## 経歴

### クラブ
14歳でノッティンガム・フォレストFCと契約。2002年4月1日のウォルソールFC戦でトップチームデビュー。翌2002-03シーズンからはレギュラーに定着した。
2005年1月31日に移籍金800万ポンドでトッテナム・ホットスパーFCへ移籍。4月16日のリヴァプールFC戦でプレミアリーグデビューを果たした。翌年からはレギュラーに定着し、2006年3月には2011年まで契約を延長。2006-07シーズンは怪我がちな主将のレドリー・キングの分までフル回転し、リーグ戦、カップ戦合わせて58試合に出場。シーズン終了後には契約をさらに2012年まで延長した。2009-10シーズンにはレギュラーとして活躍。トッテナムのチャンピオンズリーグ出場権獲得に貢献し、トッテナム年間最優秀選手賞を受賞し、主将に就任した。10-11シーズンはUEFAチャンピオンズリーグに初出場した。前回王者インテルナツィオナーレ・ミラノと同組になった厳しいグループを首位通過すると、ベスト16ではACミランに勝利、大会ベスト8を経験した。
2014年8月26日、9年半過ごしたトッテナムを退団してハル・シティAFCに3年契約で加入した。
2018年5月30日、約13年ぶりに古巣ノッティンガム・フォレストFCに2年契約で復帰した。
2021年8月6日、現役引退が発表された。

### 代表
U-21イングランド代表歴がある。2006 FIFAワールドカップでは予備メンバーに選ばれた。2010 FIFAワールドカップでも予備メンバーに選ばれたが、大会直前で負傷したリオ・ファーディナンドに代わり代表メンバー入りした。結局本大会では出場機会はなかったが、W杯後最初の試合となった8月11日のハンガリーとの親善試合で代表デビューを果たした。

## 評価
元マンチェスター・シティFCのカルロス・テベスはドーソンを「屈強で、今まで対戦した中で最高のイギリス人ディフェンダー」と評している。

## 人物
2人の兄もサッカー選手で、長兄のアンディ・ドーソンはスカンソープ・ユナイテッドFCでプレーする選手であり、次兄のケヴィン・ドーソンもストックスブリッジ・パーク・スティールズFCでプレーする選手である。マイケルも含めて3人ともディフェンダーの選手である。

## 個人成績
| クラブ                     | シーズン | リーグ             | リーグ | リーグ | FAカップ | FAカップ | リーグカップ | リーグカップ | その他 | その他 | 合計 | 合計 |
| クラブ                     | シーズン | リーグ             | 出場   | 得点   | 出場     | 得点     | 出場         | 得点         | 出場   | 得点   | 出場 | 得点 |
| -------------------------- | -------- | ------------------ | ------ | ------ | -------- | -------- | ------------ | ------------ | ------ | ------ | ---- | ---- |
| ノッティンガム・フォレスト | 2001-02  | ディビジョン1      | 1      | 0      | 0        | 0        | 0            | 0            | -      | -      | 1    | 0    |
| ノッティンガム・フォレスト | 2002-03  | ディビジョン1      | 38     | 5      | 1        | 0        | 2            | 0            | 1      | 0      | 42   | 5    |
| ノッティンガム・フォレスト | 2003-04  | ディビジョン1      | 30     | 1      | 0        | 0        | 1            | 0            | -      | -      | 31   | 1    |
| ノッティンガム・フォレスト | 2004-05  | チャンピオンシップ | 14     | 1      | 1        | 0        | 2            | 0            | -      | -      | 17   | 1    |
| ノッティンガム・フォレスト | 合計     | 合計               | 83     | 7      | 2        | 0        | 5            | 0            | 1      | 0      | 91   | 7    |
| トッテナム・ホットスパー   | 2004-05  | プレミアリーグ     | 5      | 0      | -        | -        | -            | -            | -      | -      | 5    | 0    |
| トッテナム・ホットスパー   | 2005-06  | プレミアリーグ     | 32     | 0      | 1        | 0        | 0            | 0            | -      | -      | 33   | 0    |
| トッテナム・ホットスパー   | 2006-07  | プレミアリーグ     | 37     | 1      | 6        | 0        | 5            | 0            | 10     | 0      | 58   | 1    |
| トッテナム・ホットスパー   | 2007-08  | プレミアリーグ     | 27     | 1      | 3        | 0        | 4            | 0            | 6      | 1      | 40   | 2    |
| トッテナム・ホットスパー   | 2008-09  | プレミアリーグ     | 16     | 1      | 2        | 0        | 5            | 1            | 5      | 0      | 28   | 2    |
| トッテナム・ホットスパー   | 2009-10  | プレミアリーグ     | 29     | 2      | 8        | 0        | 3            | 0            | -      | -      | 40   | 2    |
| トッテナム・ホットスパー   | 2010-11  | プレミアリーグ     | 24     | 1      | 2        | 0        | 0            | 0            | 6      | 0      | 32   | 1    |
| トッテナム・ホットスパー   | 2011-12  | プレミアリーグ     | 7      | 0      | 4        | 0        | 0            | 0            | 2      | 0      | 13   | 0    |
| トッテナム・ホットスパー   | 2012-13  | プレミアリーグ     | 27     | 1      | 1        | 0        | 2            | 0            | 4      | 1      | 34   | 2    |
| トッテナム・ホットスパー   | 2013-14  | プレミアリーグ     | 32     | 0      | 1        | 0        | 1            | 0            | 7      | 0      | 41   | 0    |
| トッテナム・ホットスパー   | 2014-15  | プレミアリーグ     | 0      | 0      | -        | -        | -            | -            | 0      | 0      | 0    | 0    |
| トッテナム・ホットスパー   | 合計     | 合計               | 236    | 7      | 28       | 0        | 20           | 1            | 40     | 2      | 324  | 10   |
| ハル・シティ               | 2014-15  | プレミアリーグ     | 28     | 1      | 0        | 0        | 0            | 0            | -      | -      | 28   | 1    |
| ハル・シティ               | 2015-16  | チャンピオンシップ | 32     | 1      | 1        | 0        | 1            | 0            | 3      | 0      | 36   | 1    |
| ハル・シティ               | 合計     | 合計               | 60     | 2      | 1        | 0        | 1            | 0            | 3      | 0      | 65   | 2    |
| 通算                       | 通算     | 通算               | 379    | 16     | 31       | 0        | 26           | 1            | 44     | 2      | 480  | 19   |

## 代表歴

### 出場大会
- イングランド代表
  - 2010 FIFAワールドカップ

### 試合数
- 国際Aマッチ 4試合 0得点（2010年-2011年）[6]

| イングランド代表 | 国際Aマッチ | 国際Aマッチ |
| 年               | 出場        | 得点        |
| ---------------- | ----------- | ----------- |
| 2010             | 2           | 0           |
| 2011             | 2           | 0           |
| 通算             | 4           | 0           |

## 獲得タイトル
トッテナム
- フットボールリーグカップ : 2008

個人
- トッテナム・ホットスパー年間最優秀選手賞 : 2009